# Palatul Ferencz Pruschinovsky
Palatul Ferencz Prushinovszky, cunoscut și sub numele de Palatul János Horváth, sau Casa Adler, este o clădire istorică situată pe Bulevardul 3 August 1919, nr. 4, în cartierul Fabric din Timișoara. Construcția palatului este asociată cu mai mulți proprietari de-a lungul timpului.
Face parte din Situl urban „Fabric” (II), monument istoric cod LMI TM-II-s-B-06097.

## Istorie
Lotul de teren pe care urma să fie construit palatul a aparținut inițial fabricantului de cărămidă Josef Kunz. Kunz a achiziționat un teren de 206 stânjeni pătrați de la primărie, în urma ridicării interdicției de construire pe terenul esplanadei Cetății în 1868, plătind o sumă de 4343 de coroane. Cu toate acestea, terenul a fost ulterior transferat lui Franz (Ferencz) Prushinovszky, un comerciant de origine cehă, și soției sale, Magolda. Cei doi dețineau un atelier de blănuri, piele și alte materii prime.
Conform unui registru comercial de adrese din perioada 1867–1881, Franz Prushinovszky era înscris ca membru în consiliul de conducere al companiei Temesvarer Aktien Fabrikshof, care a înființat Fabrica de Bere din Timișoara în 1868. Tot în același registru, el era menționat și ca membru al consiliului de conducere al Băncii Comerciale Timișoara (Temesvárer Gewerbebank. Act).
Imobilul construit în zona fostului Vorpark nu a fost prima proprietate a lui Franz Prushinovszky și a soției sale. În data de 4 august 1892, Franz (Ferencz) Prushinovszky a obținut autorizație pentru construirea unei case de locuit cu două etaje pe strada respectivă. Lucrările de construcție au durat mai bine de un an, iar clădirea a fost finalizată la 23 octombrie 1893, când a fost emisă și autorizația de locuire.
La începutul secolului al XX-lea, clădirea a fost preluată de János Horváth. Monograma formată din literele "H" și "J" de pe portalul palatului a fost explicată prin această schimbare de proprietar. În anul 1907, o parte a clădirii a fost vândută de Paula Horvárth către Mihály Konrád, pentru suma de 62.000 de coroane.

## Descriere
Edificiul este compus dintr-un corp principal cu două etaje și un etaj mansardat, având o fațadă și elemente decorative specifice stilului eclectic istoricist. Stilul dominant este influențat de arhitectura secolului al XIX-lea, cu detalii specifice perioadei.
Un aspect notabil al palatului este pardoseala din casa scărilor, realizată exclusiv din lemn, ceea ce concluzionează că această clădire fost construită cu soluții cât mai puțin costisitoare și strict din rațiuni financiare (pentru a fi închiriată).